# Heinrichsthal
Heinrichsthal ist eine Gemeinde im unterfränkischen Landkreis Aschaffenburg und Mitglied der Verwaltungsgemeinschaft Heigenbrücken. Es ist die höchstgelegene Gemeinde im gesamten Spessart und die kleinste Gemeinde im Landkreis Aschaffenburg.

## Geographie

Detaillierter Ortsplan von Heinrichsthal

Gemeindeteile von Heinrichsthal

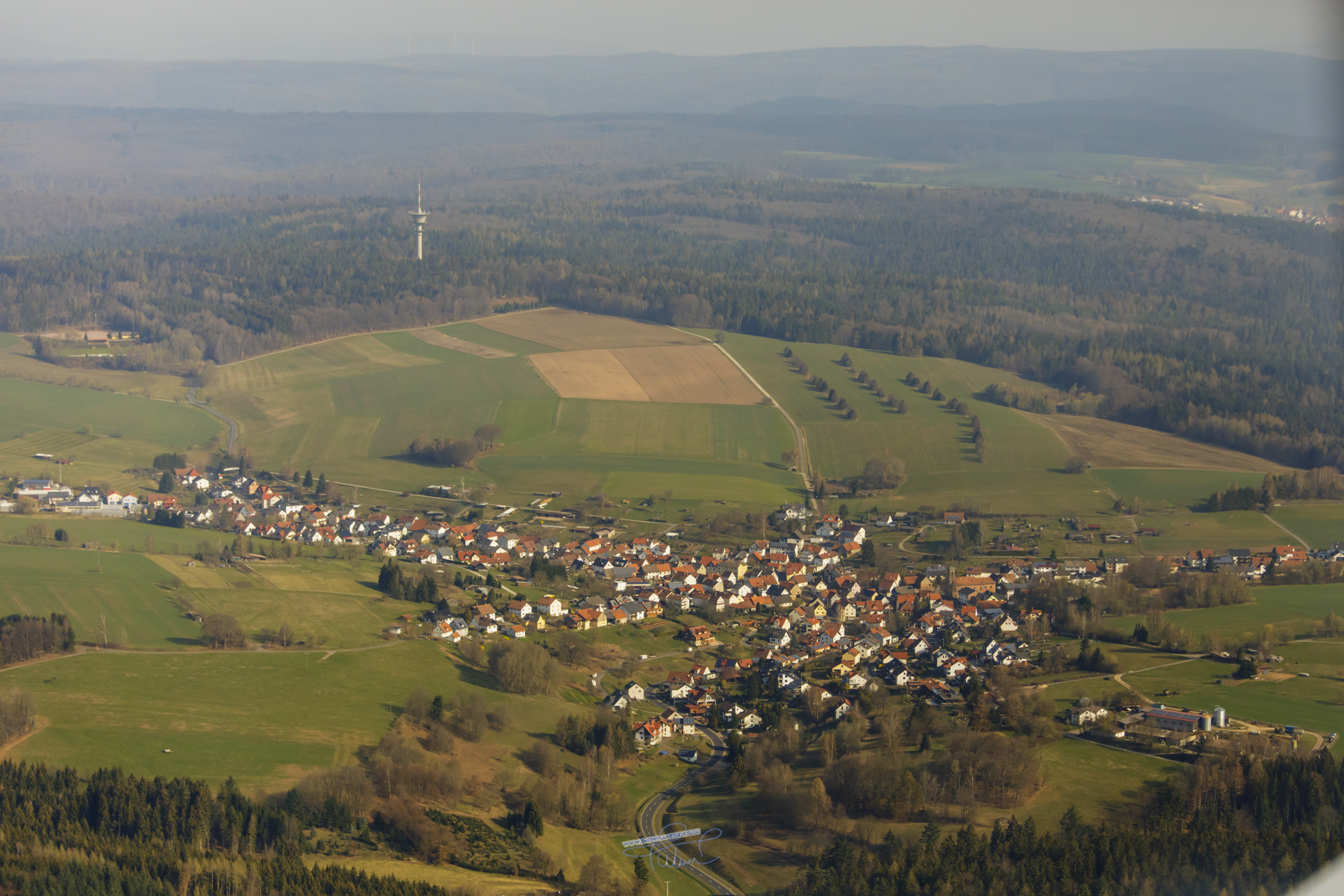
Heinrichsthal aus der Luft

### Geographische Lage
Die Gemeinde liegt in der Region Bayerischer Untermain am oberen Ende des Lohrbachtals. Der topographisch höchste Punkt der Gemeindegemarkung ist der Gipfel der Schindershöh mit 522 m ü. NHN (Lage), der niedrigste liegt am Lohrbach bei Unterlohrgrund auf 313 m ü. NHN (Lage). Durch den Ort führt der Kahltal-Spessart-Radweg. In Heinrichsthal endete bis 2011 der Degen-Weg.

### Gemeindegliederung
Es gibt drei Gemeindeteile (in Klammern ist der Siedlungstyp angegeben):
- Heinrichsthal (Kirchdorf)
- Oberlohrgrund (Weiler)
- Unterlohrgrund (Einöde)

Es gibt nur die auf einer Gemarkung Heinrichsthal.

### Ortsbild
Heinrichsthal hat dank seiner Hochplateaulage ein für Spessartorte ungewöhnliches Ortsbild und liegt nicht – wie der Name vermuten lässt – in einem typischen Spessarttal. Die Straßen gehen sternförmig vom Dorfplatz aus in die vergleichsweise sanften Höhenlagen des Ortes. Da der Fremdenverkehr in Heinrichsthal noch nie eine Rolle spielte, ist das Ortsbild überwiegend von Ein- und Zweifamilienhäusern geprägt.

### Nachbargemeinden
| Schöllkrippener Forst (Gemeindefreies Gebiet) | Wiesener Forst (Gemeindefreies Gebiet)      |                                               |
| Heinrichsthaler Forst (Gemeindefreies Gebiet) | Kompassrose, die auf Nachbargemeinden zeigt | Heinrichsthaler Forst (Gemeindefreies Gebiet) |
|                                               | Gemeinde Heigenbrücken                      |                                               |

## Name

### Etymologie
Der Name Heinrichsthal geht auf den Personennamen Heinrich Fleckenstein, dem ersten Glasmacher im Ort, zurück. Die Grundwörter im Ortsnamen sind sowohl die Landschaftsbezeichnung Tal als auch gelegentlich die Hütte.

### Frühere Schreibweisen
Frühere Schreibweisen des Ortes aus diversen historischen Karten und Urkunden waren:
- 1669 Heinrichshütte
- 1679 Heinrichstal
- 1683 Heinrichsthal
- 1694 Henricushütt
- 1792 Heinrichsthal

## Geschichte

### Bis zur Gemeindegründung
Im Jahre 1636 tauchte erstmals der Name des Meisters einer Glashütte auf, die in dieser Region stand. Heinrich Fleckenstein von der Glashütte im Wollersbuch. Ebenfalls wird 1639 ein weiterer Hüttenmeister genannt, Jacob Fleckenstein. 1647 stand Heinrich Fleckensteins Glashütte im Lohrgrund, brannte aber keine 34 Wochen durch. Aus einem Rechnungsbuch von 1652 geht hervor, dass Heinrich und Jacob Brüder waren. Im Jahre 1664 tauchten zum ersten Mal die beiden Ortsnamen „Heinrichs grundt undt Jacobs thael“ als Lagebezeichnung auf. Letzteres wurde zur heutigen Ortschaft Jakobsthal. Mit dem Jahre 1678 tritt ein neues Stadium der Ortsgeschichte ein, denn in diesem Jahr ist Heinrichsthal zum ersten Mal als Ortschaft genannt. Für sieben Häuser und zehn Rinder mussten die ersten Steuern bezahlt werden.
Die Initialen von Heinrich Fleckenstein wurden in das Heinrichsthaler Wappen übernommen.

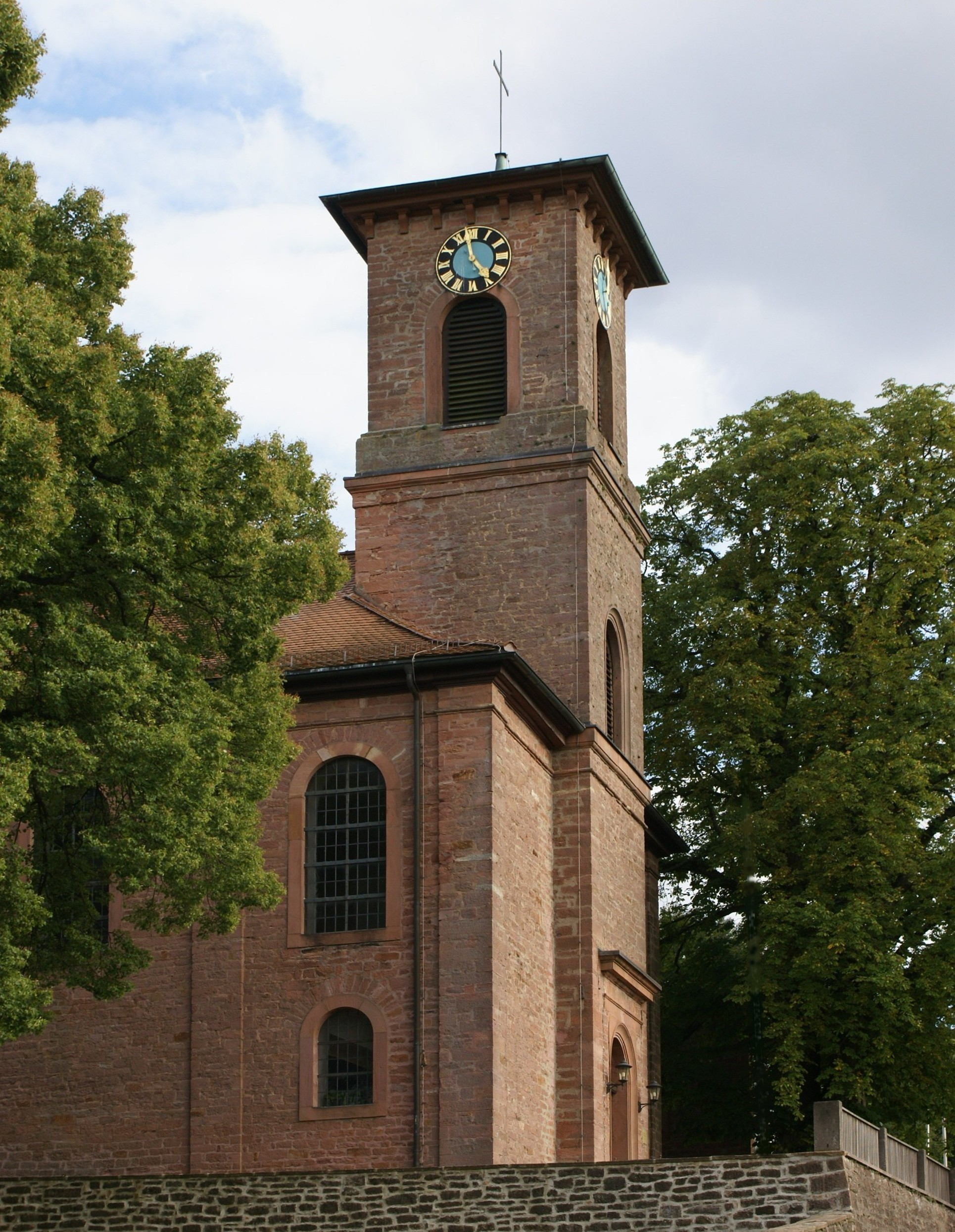
Die Pfarrkirche St. Georg wurde 1834 erbaut.

Als Teil des Erzstifts Mainz fiel Heinrichsthal in der Säkularisation 1803 an das neugebildete Fürstentum Aschaffenburg des Fürstprimas von Dalberg. Danach lag Heinrichsthal in der Districtsmairie Rothenbuch des Departements Aschaffenburg im Großherzogtums Frankfurt. 1812 hatte es zwei Mahlmühlen, 72 Feuerstellen und 420 Seelen (Einwohner). Maire war Johann Adam Brönner, seine Adjuncte hießen Philipp Göbig und Peter Wenzel. Schullehrer war Jacob Ritschel. Infolge der Verträge von Paris kam Heinrichsthal 1814 zum Bayern und gehörte zunächst zu dem am 1. Oktober 1814 gegründeten Landgericht zweiter Klasse Rothenbuch. Die heutige Gemeinde entstand im Zuge der Verwaltungsreformen in Bayern mit dem Gemeindeedikt von 1818.

### 19. und 20. Jahrhundert
Am 3. September 1858 wurde aus Teilen der Landgerichtsbezirke Alzenau und Aschaffenburg sowie aus den Gemeinden Jakobsthal und Heinrichsthal des Landgerichtsbezirks Rothenbuch das Landgericht Schöllkrippen gebildet. Wenige Jahre später wurde am 1. Juli 1862 u. a. aus dem Landgericht Schöllkrippen das Bezirksamt Alzenau gebildet. Das Bezirksamt Alzenau wurde am 1. Januar 1939 umbenannt in Landkreis Alzenau in Unterfranken. Mit dessen Auflösung kam Heinrichsthal am 1. Juli 1972 in den Landkreis Aschaffenburg.

### Einwohnerentwicklung
- 1686: 049 Einwohner[6]
- 1812: 420 Einwohner
- 1900: 548 Einwohner
- 1970: 848 Einwohner
- 1987: 892 Einwohner
- 1991: 902 Einwohner
- 1995: 953 Einwohner
- 2000: 952 Einwohner
- 2005: 919 Einwohner
- 2010: 869 Einwohner
- 2015: 835 Einwohner

Im Zeitraum 1988 bis 2018 sank die Einwohnerzahl von 886 auf 821 um 65 Einwohner bzw. um 7,3 %. 1990 hatte die Gemeinde 982 Einwohner.
Quelle: BayLfStat

## Politik und Öffentliche Verwaltung
Die Gemeinde ist ein Mitglied der Verwaltungsgemeinschaft Heigenbrücken.
- UBH: 5
- SPD: 2
- CSU: 1

SPD einschließlich Vorwärts Heinrichsthal

### Gemeinderat
Der Gemeinderat hat 8 Mitglieder. Weiteres Mitglied und Vorsitzender des Gemeinderates ist der Erste Bürgermeister. Bei der Kommunalwahl vom 15. März 2020 haben von den 722 stimmberechtigten Einwohnern in der Gemeinde Heinrichsthal 544 von ihrem Wahlrecht Gebrauch gemacht, womit die Wahlbeteiligung bei 75,35 % lag. Fünf Sitze entfallen auf die Unabhängigen Bürger Heinrichsthal, zwei Sitze auf die SPD und einer auf die CSU.

### Bürgermeister
Bei der Kommunalwahl vom 15. März 2020 wurde Udo Kunkel (Unabhängige Bürger) mit 82,71 % der Stimmen gewählt. Sein Vorgänger war Guido Schramm (Unabhängige Bürger), im Amt vom 5. Oktober 1987 bis 30. April 2020.

### Wappen
| Wappen von Heinrichsthal | Blasonierung: „Unter silbernem Schildhaupt, darin ein durchgehendes rotes Balkenkreuz, in Rot schräg gekreuzt ein silbernes Kröseleisen und eine silberne Axt, beseitet von den silbernen Großbuchstaben H und F.“ |
| Wappen von Heinrichsthal | Wappenbegründung: Die Axt und das Kröseleisen weisen auf die Entstehung des Ortes durch Rodung sowie auf das für den Ort bedeutende Glasmacherhandwerk hin. Die Buchstaben H und F erinnern an den Glasmachermeister Heinrich Fleckenstein, der 1636 urkundlich belegt ist und sich besonders um den Ort verdient gemacht hat. Von ihm leitet sich wohl der Ortsnamen ab, der 1668 erstmals belegt ist. Das Georgskreuz bezieht sich auf den heiligen Georg, dem die Kirche geweiht ist. Dieses Wappen wird seit 1969 geführt. |

## Wirtschaft und Infrastruktur
Die Gemeindesteuereinnahmen betrugen im Jahr 2009 692.000 €, davon betrugen die Gewerbesteuereinnahmen (netto) 270.000 € und der Gemeindeanteil an der Einkommensteuer 323.000 €. Der Gemeindeanteil an der Umsatzsteuer betrug 13.000 €.

### Wirtschaft einschließlich Land- und Forstwirtschaft
Es gab 2009 nach der amtlichen Statistik 87 Beschäftigte am Arbeitsort. Darunter im produzierenden Gewerbe 56, im Bereich Handel, Verkehr und Gastgewerbe fünf und bei Unternehmensdienstleistern zehn sozialversicherungspflichtig Beschäftigte. Sozialversicherungspflichtig Beschäftigte am Wohnort gab es insgesamt 318. Das ergibt einen negativen Pendlersaldo, also 231 mehr Aus- als Einpendler. In Heinrichsthal gab es 2009 keine Betriebe mit 20 oder mehr Beschäftigten.
Zudem bestanden im Jahr 2009 acht landwirtschaftliche Betriebe mit einer landwirtschaftlich genutzten Fläche von 267 ha, davon waren 186 ha Ackerfläche und 81 ha Dauergrünfläche.

### Bildung
Es gibt folgende Einrichtungen (Stand: 2010):
- Kindergarten: 28 Kindergartenplätze mit 19 Kindern

### Telekommunikation
Es gibt einen 108 Meter hoher Fernmeldeturm der Deutschen Telekom AG vom Typ FMT 5.